# Алі Бей Булгаков
Алі Бей Булгаков (1810-ті — 3 січня 1892, Коккози, Таврійська губернія) — поміщик і меценат, Надвірний радник. На його пожертви було збудовано Булгаковську мечеть у селі Коккози (з 1945 року — Соколине).

## Біографія
Народився у 1810-ті роки. Походив із роду Булгакових, які прибули до Криму з території Туреччини у XVIII столітті. Батько — Меметша Бей Булгаков, мати — Девлет Султан Кантакузіна. Брати — Халіл Бей, Шагін Бей, Селямет Бей, Ібрагім Бей та Кая Бей. Сестри — Зейнеп Султан, Шемше Султан, Джефер і Бебей Султан.
Надвірний радник Булгаков Алі Бей, один із найбільших землевласників Криму, був вихованцем Дворянського полку (Санкт-Петербург). Після закінчення навчання, в 1832 р., він був визначений на службу в штат канцелярії Таврійського цивільного губернатора по Феодосійському градоначальництву. У 1835 р., після того як Алі Бей доставив дітей кримських мурз до кадетських корпусів Санкт-Петербурга, він був представлений особисто Імператору Миколі I і нагороджений ним діамантовим перстнем. Потім Булгаков Алі Бей служив у Словесному суді, а 1849 р. став Ялтинським Повітовим Предводителем Дворянства. За доручення, які Алі Бей виконував у роки Кримської війни (1853—1856 рр.), він був нагороджений орденом Св. Станіслава 3-го ст., після чого незабаром був нагороджений орденом Св. Володимира 4-го ст. як прослужив «ревно і беззаперечно» Ялтинським Предводителем дворянства три триліття поспіль і обраний на четвертий термін.
В 1883 Алі Бей Булгаков з сином Саїд Беєм, як один з найбільш відомих кримських мурз, був присутній у складі делегації від Таврійської губернії на коронації імператора Олександра III в 1883 році.
Родині Алі Бея Булгакова належав відомий ярлик хана Тохтамиша даний Бек-Ходжаю. Таврійські депутатські дворянські збори в 1842 році встановили, що грамота Тохтамиша належить роду матері Алі Бея Булгакова, правнука трибунчужного паші Абдувелі бея, власника Коккозької долини, сім'я погодилася передати грамоту уряду без компенсації. Документ зберігається в Інституті східних рукописів РАН.
Помер Алі Бей Булгаков 3 січня 1892 в селі Коккози (з 1945 — Соколине).

## Власність та благодійність

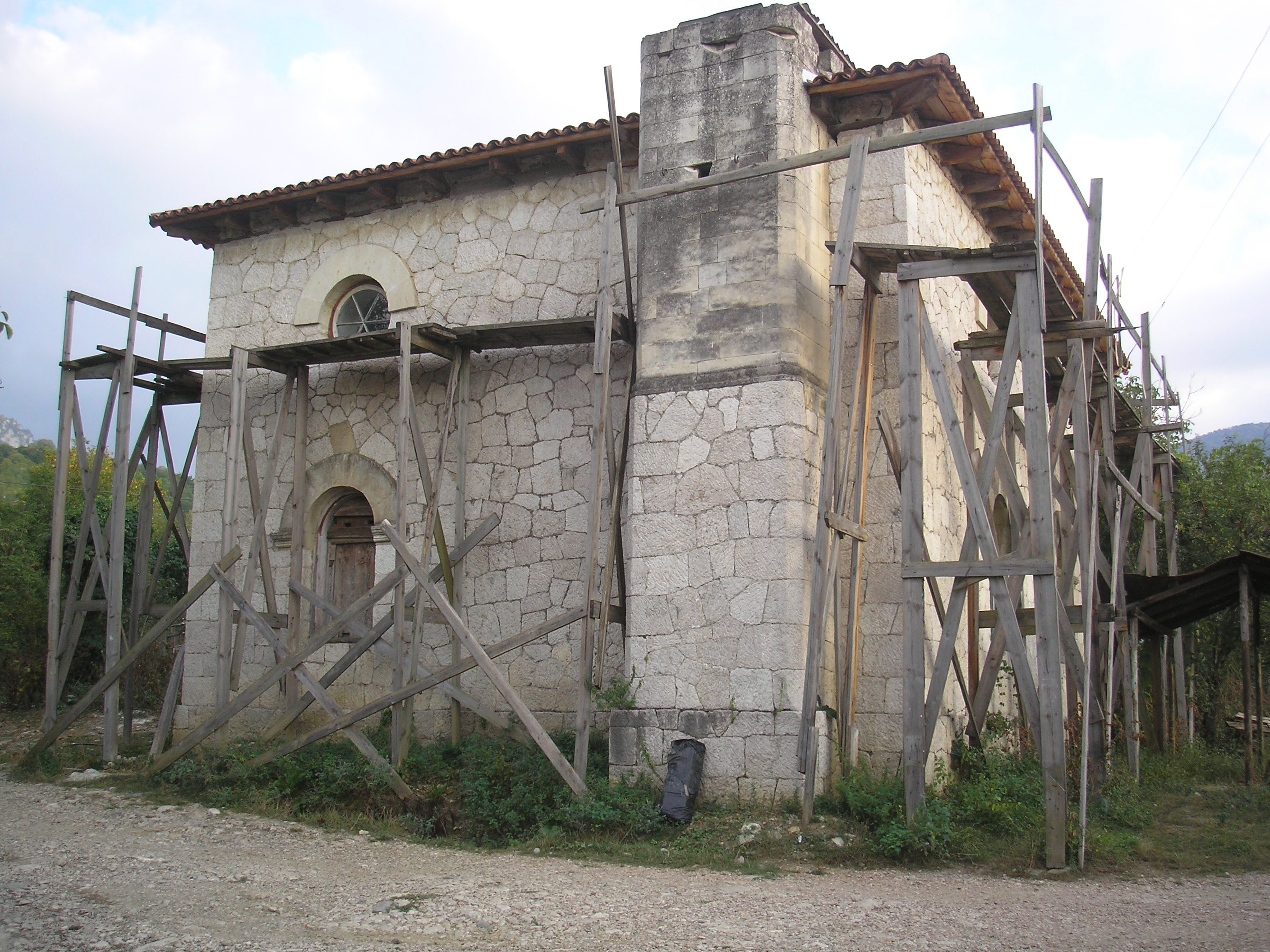
Булгаковська мечеть

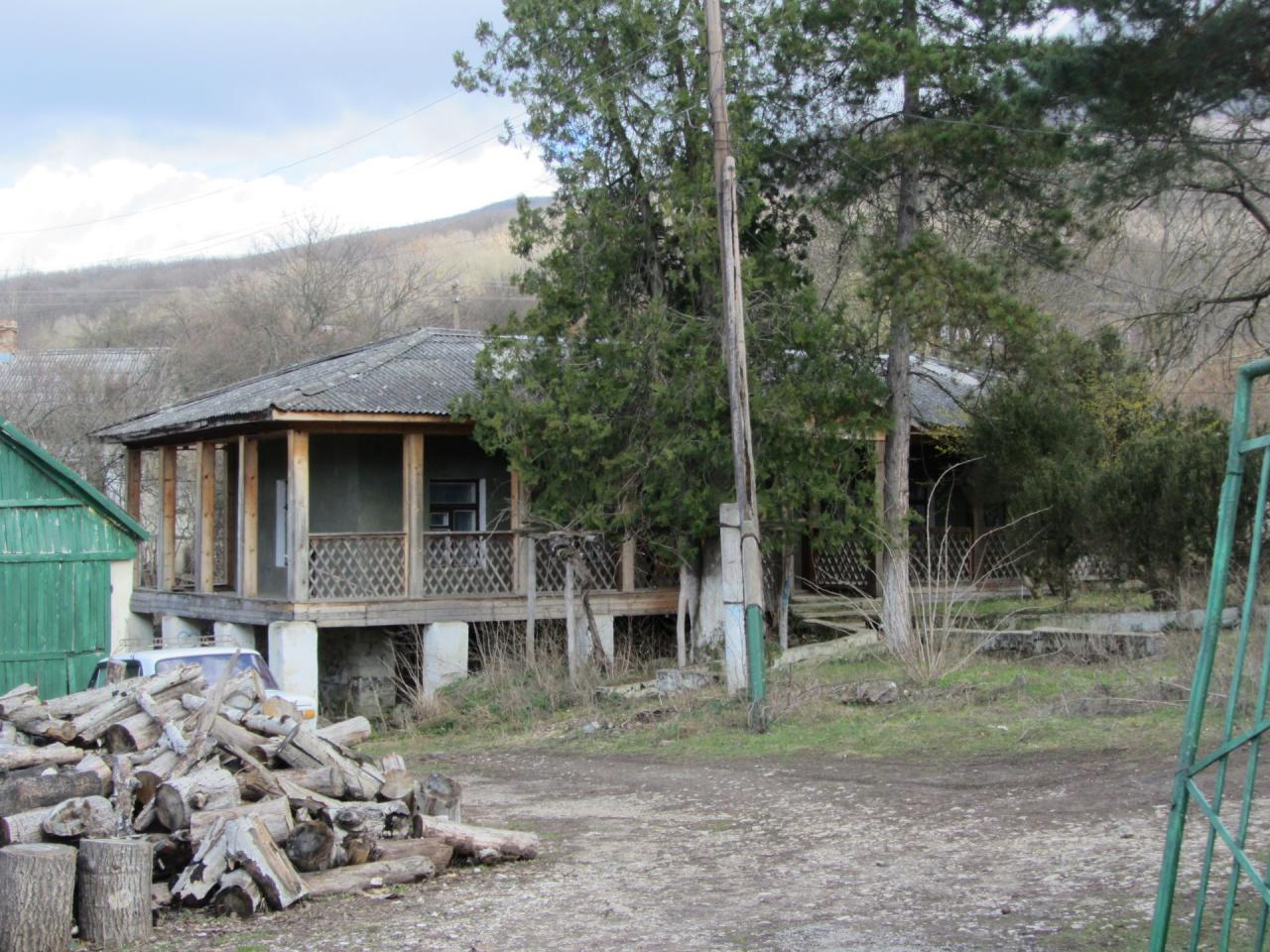
Флігель, що зберігся в садибі Алі-бей Булгакова (1883)

Володар маєтком у селі Коккози, що включав двоповерховий маєток (не зберігся) і одноповерховий будинок або флігель з верандою. На кошти Булгакова поблизу його будинку у 1880-і роки була побудована мечеть, відома як Булгаковська. Поряд з його домом і мечеттю в 1883 був побудований фонтан.
У Коккозі Алі Бей Булгаков проспонсував будівництво «новометодної школи», яку в 1889 відвідав Ісмаїл Гаспринський. Крім того, в 1889 він пожертвував тисячу рублів на будівництво мечеті в Санкт-Петербурзі.

## Сім'я
Двічі був одружений. Перша дружина — Решиде, дочка муфтія Криму. Друга дружина — Еміне Дуду, дочка мулли. Від першого шлюбу — син Саїд Бей Булгаков (1859—1939) — дворянин, дійсний статський радник, меценат.

## Нагороди
- Орден Святого Володимира 4 ступеня[3].
- Орден Святого Станіслава 3 ступеня[3].